# Ioessa crassicornis
Ioessa crassicornis is een vliesvleugelig insect uit de familie van de Encyrtidae. De wetenschappelijke naam werd voor het eerst geldig gepubliceerd in 1955 door Erdös.